# La Chapelle-Saint-Mesmin
La Chapelle-Saint-Mesmin là một xã trong tỉnh Loiret, vùng Centre-Val de Loire bắc trung bộ nước Pháp. Xã này nằm ở khu vực có độ cao từ 87-113 mét trên mực nước biển.